# Mamestra distincta
Mamestra distincta là một loài bướm đêm trong họ Noctuidae.